# Cybister dehaanii
Cybister dehaanii är en skalbaggsart som beskrevs av Aubé 1838. Cybister dehaanii ingår i släktet Cybister och familjen dykare. Inga underarter finns listade i Catalogue of Life.